# آنجوما نادیهیزانا
آنجوما نادیهیزانا (به لاتین: Anjoma Nandihizana) یک منطقهٔ مسکونی در ماداگاسکار است که در ناحیه ماناندریانا واقع شده‌است. آنجوما نادیهیزانا ۱۳٬۰۰۰ نفر جمعیت دارد.